# Guettarda ovalifolia
Guettarda ovalifolia är en måreväxtart som beskrevs av Ignatz Urban. Guettarda ovalifolia ingår i släktet Guettarda och familjen måreväxter. Inga underarter finns listade i Catalogue of Life.